# Mini Aceman
La Mini Aceman est un crossover électrique produit depuis 2024 du constructeur automobile germano-britannique Mini. Il est actuellement produit dans l'usine Spotlight Automotive (en) de Zhangjiagang, une ville de la province du Jiangsu en chine.

## Présentation
Les premières images de la Mini Aceman sont dévoilées par l’administration chinoise le 14 mars 2024 avant la présentation officielle du modèle par le constructeur au salon de l'automobile de Pékin le 24 avril 2024.
Le véhicule est initialement uniquement produit en Chine. La production doit être complétée en 2026 par une production à Oxford, en Angleterre.
Comme les nouvelles générations de Mini Cooper et Countryman, l'Aceman adopte le nouveau langage design de la marque, appelé par celle-ci Charismatic Simplicity (en français, "simplicité charismatique").

## Caractéristiques techniques

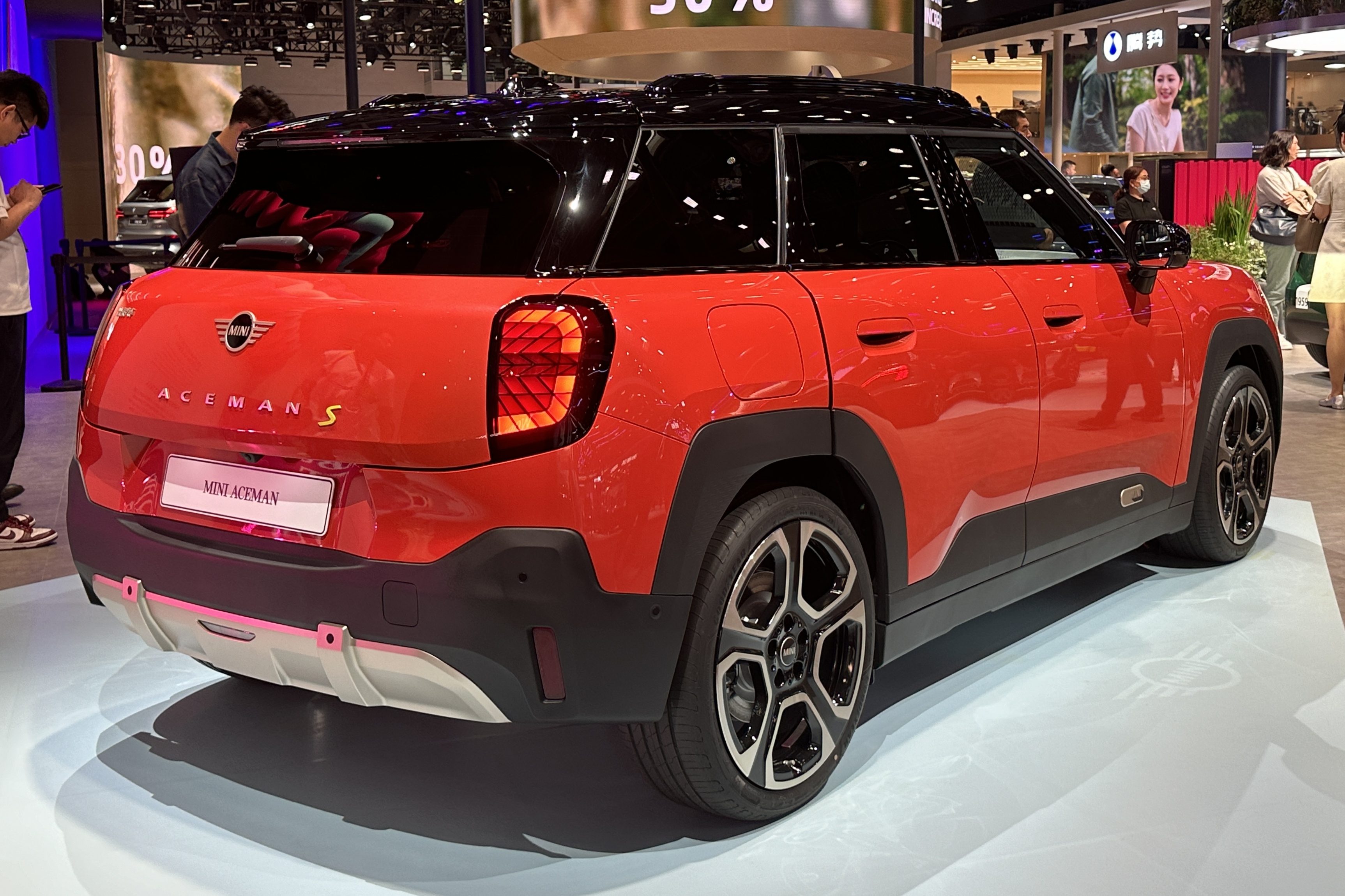
Vue arrière

La Mini Aceman repose sur la plateforme technique Spotlight allongée provenant de la Mini Cooper électrique, développée par la co-entreprise Spotlight Automotive (en) entre le constructeur allemand BMW (propriétaire de Mini) et le constructeur chinois Great Wall Motors,.

### Motorisations
| Logo de Mini                                 | Mini Aceman | Mini Aceman |
| Logo de Mini                                 | S           | SE          |
| -------------------------------------------- | ----------- | ----------- |
| Puissance moteur (kW)                        | 135         | 160         |
| Puissance maximale (ch)                      | 184         | 218         |
| Couple maximal (N m)                         | 290         | 330         |
| Vitesse maximale (km/h)                      | 160         | 170         |
| 0-100 km/h (s)                               | 7,9         | 7,1         |
| Consommation (kWh/100 km)                    | 14,1        | 14,7        |
| Transmission                                 | Traction    | Traction    |
| Masse à vide (kg)                            | 1720        | 1785        |
| Batterie                                     |             |             |
| Type                                         | Lithium Ion | Lithium Ion |
| Capacité brute (kWh)                         | 40,7        | 54,2        |
| Capacité nette (kWh)                         | 38,5        | 49,2        |
| Poids (kg)                                   |             |             |
| Autonomie (WLTP) (km)                        | 305         | 402         |
| Puissance maximale de charge                 |             |             |
| en courant alternatif monophasé (AC) (kW)    | 7,4         | 7,4         |
| en courant alternatif triphasé (AC) (kW)     | 11          | 11          |
| en courant continu (DC) (kW)                 |             |             |
| Temps de recharge                            |             |             |
| sur une prise domestique monophasée (AC)     |             |             |
| sur une Wallbox 11 kW (AC) (0 à 100 %)       | 4 heures 15 | 5 heures 30 |
| sur une borne rapide 125 kW (DC) (10 à 80 %) | 29 min.     | 31 min.     |